# دوسيت إنترناشيونال
دوسيت إنترناشيونال، هي شركة ضيافة متعددة الجنسيات تايلاندية، يقع مقرها الرئيسي في بانكوك. تمتلك دوسيت إنترناشيونال 57 فندقًا ومنتجعًا، بالإضافة إلى حوالي 240 فيلا في 18 دولة. تأسست الشركة في عام 1948 على يد تانبويينغ تشانوت بياوي، وتترأسها حاليًا سوباجي سوثومبن. 

## البيانات المالية
بلغت إيرادات دوسيت إنترناشيونال للسنة المالية 2017 حوالي 5,570 مليون بات تايلاندي، مقارنة بـ 5,425 مليون بات في عام 2016. وارتفعت الأرباح الصافية في السنة المالية 2017 إلى 332 مليون بات، أي أكثر من ضعف أرباح 2016 التي بلغت 152 مليون بات. كما ارتفعت إجمالي الأصول إلى 9,978 مليون بات، وارتفعت إجمالي الالتزامات إلى 4,098 مليون بات.
حصل أعلى سبعة مسؤولين تنفيذيين في الشركة في عام 2016 على 57.13 مليون بات كرواتب ومزايا، مقارنة بـ 32.51 مليون بات تم دفعها لثمانية مسؤولين في عام 2015.
تم إدراج شركة دوسيت ثاني في بورصة تايلاند (SET) منذ عام 1975
واعتبارًا من عام 2019، تمتلك شركة دوسيت إنترناشيونال عددًا من المنشآت يبلغ 36 منشأة في كل من تايلاند، الإمارات العربية المتحدة، قطر، عمان، الولايات المتحدة، الصين، بوتان، المالديف، الفلبين، فيتنام، مصر، وكينيا.